# 磯崎久喜雄
磯崎 久喜雄（いそざき くきお、1945年6月26日 - 2025年3月18日）は、日本の政治家。自由民主党所属の元茨城県議会議員（5期）。茨城県議会副議長（2008年 - 2009年）、議長（2011年 - 2012年）を務めた。

## 来歴
那珂湊市（現在のひたちなか市）出身。茨城県立水戸第一高等学校、早稲田大学政治経済学部卒業。日本住宅公団、住宅・都市整備公団勤務を経て、1984年から赤城宗徳の秘書と中山利生の公設第一秘書を務めた。
1994年の茨城県議選に出馬し、初当選。その後には5回連続当選を果たし、茨城県議会議長及び副議長を務めた。
2025年3月18日、多臓器不全のため死去。79歳没。没日付にて従五位に叙された。

## 発言

### 赤城徳彦の事務所問題
実家を事務所として届け出ていた問題を指摘された赤城徳彦について、謝罪すべきとの意見を表明した。
2007年7月11日、徳彦の事務所問題について「実家には事務所として実体はありませんでした。彼は『活動の拠点だった』という説明をしたことを深く反省し、潔く謝罪すべき」と指摘した。なお、磯崎は秘書として赤城宗徳に仕えたが、徳彦は宗徳の孫にあたる。